# Mistrovství Evropy v basketbalu žen 1950
2. mistrovství Evropy v basketbalu žen proběhlo v dnech 14. – 20. května v Maďarsku.
Turnaje se zúčastnilo dvanáct družstev, rozdělených do tří čtyřčlenných skupin. První dvě družstva postoupila do finálové skupiny, týmy na třetím a čtvrtém místě hrály o 8. – 12. místo. Mistrem Evropy se stalo družstvo Sovětského svazu.

## Výsledky a tabulky

### Skupina A
|    |          | URS   | FRA   | ROM   | BEL   | V | P | Skóre   | B |
| 1. | SSSR     | ***   | 72:70 | 66:16 | 91:31 | 3 | 0 | 229:77  | 6 |
| 2. | Francie  | 70:72 | ***   | 39:26 | 50:45 | 2 | 1 | 109:141 | 5 |
| 3. | Rumunsko | 16:66 | 26:39 | ***   | 49:41 | 1 | 2 | 91:146  | 4 |
| 4. | Belgie   | 31:91 | 45:50 | 41:49 | ***   | 0 | 3 | 117:190 | 3 |

 SSSR –  Belgie 91:31 (42:19)
14. května 1950 – Budapešť
 Francie –  Rumunsko 39:26 (25:12)
14. května 1950 – Budapešť
 Rumunsko –  Belgie 49:41 (26:19)
15. května 1950 – Budapešť
 SSSR –  Francie 72:20 (31:9)
15. května 1950 – Budapešť
 SSSR –  Rumunsko 66:16 (26:4)
16. května 1950 – Budapešť
 Francie –  Belgie 50:45 (26:17)
16. května 1950 – Budapešť

### Skupina B
|    |          | HUN   | POL   | AUT   | ISR   | V | P | Skóre  | B |
| 1. | Maďarsko | ***   | 58:31 | 62:22 | 95:13 | 3 | 0 | 215:66 | 6 |
| 2. | Polsko   | 31:58 | ***   | 52:18 | 44:19 | 2 | 1 | 127:95 | 5 |
| 3. | Rakousko | 22:62 | 18:52 | ***   | 32:12 | 1 | 2 | 72:126 | 4 |
| 4. | Izrael   | 13:95 | 19:44 | 12:32 | ***   | 0 | 3 | 44:171 | 3 |

 Polsko –  Rakousko 52:18 (20:7)
14. května 1950 – Budapešť
 Maďarsko –  Izrael 95:13 (53:7)
14. května 1950 – Budapešť
 Rakousko –  Izrael 31:12 (15:5)
15. května 1950 – Budapešť
 Maďarsko –  Polsko 58:31 (24:15)
15. května 1950 – Budapešť
 Maďarsko –  Rakousko 62:22 (42:11)
16. května 1950 – Budapešť
 Polsko –  Izrael 44:19 (25:7)
16. května 1950 – Budapešť

### Skupina C
|    |            | TCH   | ITA   | NED   | SUI   | V | P | Skóre  | B |
| 1. | ČSR        | ***   | 40:34 | 48:19 | 70:16 | 3 | 0 | 158:69 | 6 |
| 2. | Itálie     | 34:40 | ***   | 71:17 | 61:18 | 2 | 1 | 166:75 | 5 |
| 3. | Nizozemsko | 19:48 | 17:71 | ***   | 30:29 | 1 | 2 | 66:148 | 4 |
| 4. | Švýcarsko  | 16:70 | 18:61 | 29:30 | ***   | 0 | 3 | 63:161 | 3 |

 Itálie –  Nizozemsko 71:17 (27:13)
14. května 1950 – Budapešť
 ČSR –  Švýcarsko 70:16 (28:5)
14. května 1950 – Budapešť
 Nizozemsko –  Švýcarsko 30:29 (9:16)
15. května 1950 – Budapešť
 ČSR –  Itálie 40:34 (21:21)
15. května 1950 – Budapešť
 ČSR –  Nizozemsko 48:19 (16:11)
16. května 1950 – Budapešť
 Itálie –  Švýcarsko 61:18 (36:10)
16. května 1950 – Budapešť

### Finále
|    |          | URS    | HUN    | TCH    | FRA    | ITA    | POL    | V | P | Skóre   | B  |
| 1. | SSSR     | ***    | 45:32  | 81:41  | 72:20* | 65:16  | 87:19  | 5 | 0 | 350:128 | 10 |
| 2. | Maďarsko | 32:45  | ***    | 49:32  | 56:49  | 29:28  | 58:31* | 5 | 1 | 224:185 | 9  |
| 3. | ČSR      | 41:81  | 32:49  | ***    | 52:22  | 40:34* | 40:20  | 3 | 2 | 205:206 | 8  |
| 4. | Francie  | 20:72* | 49:56  | 22:52  | ***    | 63:51  | 43:26  | 2 | 3 | 197:257 | 7  |
| 5. | Itálie   | 16:65  | 28:29  | 34:40* | 51:63  | ***    | 39:20  | 1 | 4 | 168:217 | 6  |
| 6. | Polsko   | 19:87  | 31:58* | 20:40  | 26:43  | 20:39  | ***    | 0 | 5 | 116:267 | 5  |

- S hvězdičkou = zápasy započítané ze základní skupiny.

 SSSR –  ČSR 81:41 (41:13)
17. května 1950 – Budapešť
 Itálie –  Polsko 39:20 (17:6)
17. května 1950 – Budapešť
 Maďarsko –  Francie 56:49 (39:14)
17. května 1950 – Budapešť
 ČSR –  Francie 52:22 (25:3)
18. května 1950 – Budapešť
 SSSR –  Polsko 87:19 (51:11)
18. května 1950 – Budapešť
 Maďarsko –  Itálie 29:28 (13:15)
18. května 1950 – Budapešť
 Francie –  Polsko 43:26 (24:15)
19. května 1950 – Budapešť
 SSSR –  Itálie 65:16 (33:4)
19. května 1950 – Budapešť
 Maďarsko –  ČSR 49:32 (29:9)
19. května 1950 – Budapešť
 ČSR –  Polsko 40:20 (16:6)
20. května 1950 – Budapešť
 Francie –  Itálie 63:51 (30:22)
20. května 1950 – Budapešť
 SSSR –  Maďarsko 45:32 (22:24)
20. května 1950 – Budapešť

### O 7. - 12. místo
|     |            | ROM    | BEL    | SUI    | AUT    | ISR    | NED    | V | P | Skóre   | B |
| 7.  | Rumunsko   | ***    | 49:41* | 34:27  | 42:16  | 41:21  | 27:25  | 5 | 0 | 287:396 | 6 |
| 8.  | Belgie     | 41:49* | ***    | 32:29  | 47:31  | 50:28  | 41:24  | 4 | 1 | 211:161 | 9 |
| 9.  | Švýcarsko  | 34:27  | 29:32  | ***    | 28:26  | 28:21  | 29:30* | 2 | 3 | 141:143 | 7 |
| 10. | Rakousko   | 16:42  | 31:47  | 26:28  | ***    | 32:12* | 26:20  | 2 | 3 | 130:149 | 7 |
| 11. | Izrael     | 21:41  | 28:50  | 21:28  | 12:32* | ***    | 39:21  | 1 | 4 | 121:171 | 6 |
| 12. | Nizozemsko | 25:27  | 24:41  | 30:29* | 26:20  | 21:39  | ***    | 1 | 4 | 120:162 | 6 |

- S hvězdičkou = zápasy započítané ze základní skupiny.

 Švýcarsko –  Izrael 28:21 (11:6)
17. května 1950 – Budapešť
 Belgie –  Rakousko 47:31 (22:13)
17. května 1950 – Budapešť
 Rumunsko –  Nizozemsko 27:25 (10:13)
17. května 1950 – Budapešť
 Švýcarsko –  Rakousko 28:26 (12:8)
18. května 1950 – Budapešť
 Rumunsko –  Izrael 41:21 (27:9)
18. května 1950 – Budapešť
 Belgie –  Nizozemsko 41:24 (14:12)
18. května 1950 – Budapešť
 Belgie –  Izrael 50:28 (22:11)
19. května 1950 – Budapešť
 Rumunsko –  Švýcarsko 34:27 (20:16)
19. května 1950 – Budapešť
 Rakousko –  Nizozemsko 26:20 (9:10)
19. května 1950 – Budapešť
 Izrael –  Nizozemsko 39:21(9:11)
20. května 1950 – Budapešť
 Belgie –  Švýcarsko 32:29 (15:16)
20. května 1950 – Budapešť
 Rumunsko –  Rakousko 42:16 (23:11)
20. května 1950 – Budapešť

## Soupisky
1.  SSSR
| - Lidija Alexejevová - Julia Burdinaová - Věra Haritonová - Valentina Kopylová - Nina Maximilianová | - Nina Maximová - Raisa Mamentjevová - Tamara Mojsejevová - Nina Pimenová | - Věra Rjabuskinová - Věra Sengyelová - Soja Stasjuková - Jevgenija Sarkovskaja |

2.  Maďarsko
| - Kalmanne Blaho - Anna Csucs - Ilona Fekete - Margit Fekete - Kalmanne Kintli | - Andorne Lörincz - Ferencne Nagy - Maria Nagy - Edit Obermayer - Belane Sarosdy | - Lajosne Stieber - Imrene Varsanyi - Ilona Vekony - Györgyne Vincze |

3.  ČSR 
| - Stanislava Bártlová - Lucie Chytilová - Eva Frágnerová - Miroslava Hejná - Jiřina Holešovská | - Hana Kopáčková - Marie Kučerová - Jaroslava Mirovická - Věra Patková - Věra Peyrková | - Eva Preussová - Ludmila Šolcová - Miroslava Tomášková - Zdena Vágnerová-Dobrá - Trenér: Lubomír Dobrý |

## Konečné pořadí
| Pořadí           | Tým        | Z | V | P | Skóre   | B  |
| ---------------- | ---------- | - | - | - | ------- | -- |
| Zlatá medaile    | SSSR       | 7 | 7 | 0 | 507:175 | 14 |
| Stříbrná medaile | Maďarsko   | 7 | 6 | 1 | 381:220 | 13 |
| Bronzová medaile | ČSR        | 7 | 5 | 2 | 323:241 | 12 |
| 4.               | Francie    | 7 | 4 | 3 | 286:328 | 11 |
| 5.               | Itálie     | 7 | 3 | 4 | 300:252 | 10 |
| 6.               | Polsko     | 7 | 2 | 5 | 212:304 | 9  |
| 7.               | Rumunsko   | 7 | 5 | 2 | 235:235 | 12 |
| 8.               | Belgie     | 7 | 4 | 3 | 287:302 | 11 |
| 9.               | Švýcarsko  | 7 | 2 | 5 | 175:274 | 9  |
| 10.              | Rakousko   | 7 | 2 | 5 | 170:263 | 9  |
| 11.              | Izrael     | 7 | 1 | 6 | 153:310 | 8  |
| 12.              | Nizozemsko | 7 | 1 | 6 | 156:281 | 8  |